# Rio Uemê
Uemê (em francês: Ouémé; em fon, Weme) é um rio do Benim. É o rio mais importante do país, depois do rio Níger (que, para o Benim, é um rio fronteiriço). O Uemê nasce a 465 m de altitude nas montanhas Togo (no Benim designadas como "Atakora") no noroeste do país, no departamento de Atakora. O seu comprimento varia, a depender da fonte considerada, de 480 km a 510 km. Atravessa importantes zonas agrícolas do Benim. Tem um declive médio de 0,9 m/km, salvo na cabeceira da bacia, onde passa de 2%, e onde tem rápidos e quedas d'água.
Flui em direção ao sul durante todo o seu curso. No final do percurso divide-se em dois ramos - um desaguando no lago Nocué, que faz parte do Delta do Níger, perto de Cotonou, e o outro na lagoa de Porto Novo, formando um delta junto ao golfo da Guiné. Nas suas margens, o bioma é de floresta tropical. Os principais afluentes do Uemê são o rio Opara (pela margem esquerda, e que define a fronteira Benim-Nigéria) e o rio Zu (pela margem direita).
O delta do Uemê compreende três partes essenciais:
- o alto delta representado por um corredor escavado nas formações argilosas do Cretáceo e Eoceno numa largura de 20 a 30 km. Estende-se até o limite de Bonu, onde começa o delta médio;
- o delta médio, numa planície com cerca de 50 km de comprimento que se estende de Bonu até depois de Ajorrum (Adjohoun).
- o baixo delta que começa depois de Ajorrum e termina na fachada sul, onde o Uemê desagua no complexo lagunar Lago Nokoué-lagoa de Porto Novo.[5]

O rio tem uma grande diversidade de espécies de peixes. Um estudo realizado entre 1998 e 2001 permitiu identificar 122 espécies de 87 géneros e 50 famílias. Os Mormyridae eram os mais numerosos com 12 espécies, seguidos pelos Cichlidae, Characidae, Cyprinidae e Gobiidae, com 10, 8, 7 e 6 espécies, respetivamente.
O caudal do Uemê foi observado durante 45 anos (1948-1992) em Bonu, localidade a 167 km da sua foz, na lagoa de Porto Novo. Ali, o caudal médio foi de 170 m3/s.